# Jelenov lišaj
Jelenov lišaj (znanstveno ime Cladonia rangiferina), znana tudi kot dekorativni mah (cp. Sw. Renlav), lat., je svetlo obarvan lišaj, ki spada v družino Cladoniaceae (kladonijevke). Raste v toplih in hladnih podnebjih v dobro odcejenih tleh na odprtem. Njegova nahajališča so predvsem na območjih alpske tundre in severnih geografskih širin.
Druga pogosta imena so mahovec, dekorativni mah, po angleško reindeer moss, vendar so ta imena lahko zavajajoča, saj niso mahovi. Kot je razvidno iz splošnih imen, predstavlja lišaj pomeben vir prehrane za jelenjad (reindeer, caribou) in ima zato gospodarski pomen. Sinonimi vključujejo Cladina rangiferina in Lichen rangiferinus.
Jelenov lišaj, tako kot mnogi lišaji, raste dokaj počasi (3-11 mm na leto) in lahko traja več let, da se po preobilni paši populacija lišaja opomore.
Podobna vrsta, znana po splošnem imenu Reindeer lichen, je grmičasta kladonija (Cladonia portentosa).

## Opis vrste
Thalli so frutikozni in obsežno razvejani, pri čemer vsaka veja običajno deli tri ali štiri stranjske poganjke/vejice (včasih dve); debelejše veje so praviloma 1-1,5 mm v premeru. Barva je sivkasta, belkasta ali rjavkasto siva. C. rangiferina oblikuje obsežne preproge do 10 cm debeline. Razvejanje je manjše kot pri Cladonia portentosa. V njej ni natančno opredeljenega zunanjega sloja skorje (zaščitni sloj, ki pokriva talus, podoben povrhnjicam v rastlinah), temveč le ohlapna plast hyphae katera pokriva fotobionte. Fotobiont, kateri se povezuje z jelenovim lišajem naj bi bil Trebouxia irregularis. Jelenov lišaj raste na humusu ali na tleh nad skalo, raste tudi v tajgi in tundri.

## Habitat in varovanje vrste
Cladonia rangiferina pogosto prevladuje nad tlemi v borealnih borovih gozdovih in odprtih nizkokaloričnih območjih v številnih habitatih, od vlažnih, odprtih gozdov, golega skalovja in barij. Poseben biom, v katerem je predstavljen ta lišaj, so borealni gozdovi Kanade.
V nekaterih delih svojega območja je ta lišaj ogrožena vrsta. Na primer, v britanskem vojvodstvu Cornwall je zaščiten v skladu z UK Akcijskim načrtom za biotsko raznovrstnost.

## Bioaktivne sestavine
Različne bioaktivne spojine so bile izolirane in identificirane iz C. rangiferina, vključno z abietanom, labdanom, izopimaranom, abietanskim diterpenoidom hanagokenolom A in B, ontuanhidridom, sugiolom, 5,6-dehidrosugiolom, montbretolom, cis-komponentno kislino, imbrikatolno kislino, 15-acetilimbrikatolno kislino, junicedrično kislino, 7α-hidroksisandarakopimična kislina, β-rezoriolna kislina, atronol, barbota, homosekikaična kislina, didimična kislina in condidymic acid. Nekatere od teh spojin imajo blagi inhibitorni vpliv na aktivnosti proti meticilin odpornim Staphylococcus aureus in vancomicin odpornim Enterococci/om. Izpostavljenost sevanju UV-B povzroči kopičenje usne kisline in melanskih spojin. Usnicka kislina naj bi imela vlogo pri zaščiti fotoimbionta z absorpcijo presežka UV-B

## Uporaba
Veliko vrst lišajev se uporablja v zdravstvene namene. Ta lišaj je mogoče uporabiti pri izdelavi akvavita, ki se je včasih uporabljal kot dekoracija steklenih oken. Lišaj se uporablja kot tradicionalno sredstvo za odstranjevanje ledvičnih kamnov pri Monpi v alpskih regijah okrožja West Kameng v Vzhodni Himalaji. Pleme Celinska Dena'ina na Aljaski je uporabljala jelenji lišaj kot vir za hrano z drobljenjem suhega lišajev, nato pa jo vrela ali jo namočila v vroči vodi, dokler ni postala mehka. Najbolje, pomešano z jagodami, ribjimi jajci ali mastjo. V plemenu Notranji Dena'ina ob krvavitvi pijejo sok kot zdravilo za drisko. Zaradi kislin, prisotnih v lišaji, njihova poraba lahko povzroči vznemirjen želodec, še posebej, če ni dobro kuhan.
Študija, objavljena maja 2011, navaja, da nekatere vrste lišajev, vključno z zdravilnim Cladonia rangiferina lahko prek encimske serinske proteaze degradirajo smrtonosni prion, ki je vpleten v transmisivne spongiformne encefalopatije (TSE).

### Uporaba v dekorativne namene
Kot nepogrešljiv se jelenov lišaj ali dekorativni mah v zadnjem času pojavlja za namene notranjega oblikovanja, saj je njegova uporaba zaradi dobrih zvočno izolativnih ter ognjevarnih lastnosti (NS-EN ISO 11925-2 (2010)) dopolnila vrzel v uporabi naravnih materialov v modernem dizajnu. Tak jelenov lišaj se, po tem ko ga ročno poberejo na posebej za to odrejenih prostorih za gojenje, preparira. 
Preparira se tako, da ostane obstojen več let, med postopkom pa ga lahko tudi različno obarvajo. Dekorativni mah namreč ravno zaradi svojega naravnega izgleda in teksture ter velike izbire različnih umetnih barv, ki so na vodni osnovi, od zelenih odtenkov, plavih, oranžnih, črnih,... omogoča umetnikom svobodne roke.
Z dekorativnim mahom je mogoče ustvariti velike slike, možno ga je prekriti s steklom in se na njem lahko hodi, uporablja se lahko tudi kot nadomestilo za gozdni mah v jaslicah, ker pa je obdelan bo svojo obliko zadržal več desetletij, posebej zanimivi so adventni venčki iz dekorativnega mahu. Dekorativni mah bo držal svojo obliko, barvo in lepoto brez da bi zanj posebej skrbeli, ni ga potrebno zalivat, ne obrezovat. Edino kar mu lahko škodi je preveč neposredne sončne svetlobe, ki ga naredi krhkega in lomljivega ter zalivanje, s katerim lahko speremo barve na vodni osnovi.